# Эндрих, Феликс
Феликс Эндрих (нем. Felix Endrich; 5 декабря 1921 — 31 января 1953) — швейцарский бобслеист, олимпийский чемпион 1948 года среди экипажей двоек.

## Биография
Выступал за швейцарский клуб «Цюрихзее», дважды участвовал в Олимпийских играх. В 1948 году с Фридрихом Валлером завоевал золотую медаль Олимпиады среди экипажей двоек, в 1952 году на Олимпиаде в Осло был четвёртым среди экипажей двоек и четвёрок. В 1947 году выиграл чемпионат мира среди четвёрок (разгоняющий Фрица Файерабенда), с Фрицем Валлером среди двоек занял второе место. В 1949 году выиграл с Валлером чемпионат мира среди двоек, в 1951 году выиграл с Вернером Шпрингом бронзовые медали, а с Фрицем Штёкли в 1953 году снова одержал победу среди двоек.
31 января 1953 года, спустя неделю после победы на чемпионате мира Феликс Эндрих погиб во время соревнований четвёрок, когда боб, которым он управлял, перелетел через стену и врезался в дерево. Эндрих получил перелом шеи и скончался в больнице в Гармише-Партенкирхене.